# مجموعة وود
مجموعة وود أو جون وود جروب بي إل سي هي شركة خدمات طاقة متعددة الجنسيات مقرها في أبردين، إسكتلندا. وهي مدرجة في بورصة لندن وكذلك كونها مكونًا لمؤشر فوتسي 250.

## التاريخ
أسس العمل السير إيان وود في عام 1982، عندما انفصل عن جيه دبليو القابضة، أكبر شركة لصيد الأسماك في إسكتلندا. تنوعت جيه دبليو القابضة في مجال خدمات الطاقة في بداية صناعة نفط بحر الشمال في أوائل السبعينيات. استحوذت الشركة على ماستنج الهندسية، وهي شركة هندسية مقرها في هيوستن، تكساس في سبتمبر 2000. في عام 2002، تم إدراج الشركة في بورصة لندن.
في مارس 2017، أعلنت الشركة أنها ستستحوذ على منافستها، اميك فوستر ويلر، في صفقة جميع الأسهم، تقدر قيمتها بحوالي 2.2 مليار جنيه إسترليني. تم الانتهاء من الصفقة في 9 أكتوبر 2017.
في عام 2019، تم بيع الأعمال النووية، ومعظمها من خدمات إيقاف التشغيل في سيلافيلد، مقابل 250 مليون جنيه إسترليني لمجموعة جاكوبس الهندسية الأمريكية التي لديها شركة نووية عالمية. سوف يقلل البيع من ديون الشركة ويدعم تركيزه المتزايد على المناطق النامية مثل مصادر الطاقة المتجددة.

## عمليات
توفر وود مجموعة من الخدمات الهندسية ودعم الإنتاج والصيانة لإدارة قطاعي الطاقة والصناعة في جميع أنحاء العالم.

## روابط خارجية
- الموقع الرسمي